# Екатотсарот
Екатотсарот(тай. เอกาทศรถ), 1560–1610/1611) — 20-й володар Аюттхаї у 1605—1610/1611 роках. Відомий також як Санпхет III.

## Життєпис

### Молоді роки
Походив з династії Сукхотай. Другий син Маха Таммарачи, васального правителя Сукхотай, й Саватдірат, доньці Маха Чаккрапхата, володаря Аюттхаї. Народився у Пхітсанулоці. 1569 року бірманці окупували Аютхаю. У грудні цього року вони призначили Маха Таммарачу царем, а Екатотсарота та його брата Наресуана взяли у заручники до Пегу. Там вони отримали військову підготовку. В 1571 бірманці, переконавшись в лояльності Маха Таммарачи, дозволили братам повернутися до Аюттхаї.
У 1580-х роках брав участь у військових кампаніях Наресуана, ставши його вірним помічником. 1590 року після смерті батька брат посів трон, а Екатотсарот став упаратою (спадкоємцем) і васальним королем Сукхотая. 1601 року отримав завдання втрутитися в протистояння між Норахта Мінсо і повсталим Рам Дечо, намісником Чіангсена. Екатотсарот розділив Ланну поміж суперниками на південну та північну частини.
1605 року після смерті Наресуана успадкував владу.

### Володарювання
Невдовзі Норахта Мінсо повстав й перейшов на бік Н'яунйана, володаря імперії Таунгу. Екатотсарот нічого не міг цьому протидіяти. 1607 року наказав арештувати за змову упарату — свого старшого сина Сутхата, що попросив свого батька звільнити якогось впливового в'язня. Втім Сутхата отруївся або його отруїли.
На початку 1608 року втрутився у боротьбу за владу між братами Тадо Мінсо і Мін'є Дейбба на боці першого. Після перших успіхів зрештою зазнав невдачі й визнав втрату зверхності над Ланной на користь Таунгу.
Став першим володарем Аюттхаї, що відправив на кораблі адмірала Корнеліса Мателіфа Молодшого посольство до Європи в 1608 році — до Моріца Оранського, штатгальтера Республіки Сполучених провінцій. Це був початок відносин із Голландською Ост-Індською компанією, які тривали понад 160 років. Також встановив дипломатичні та торгівельні відносини з японським сьогуном Токуґава Ієясу, який відправляв до Аюттхаї сюінсен. 
Провів важливу військову реформу, оформивши існування найманців. Він заснував кром-асас (добровольчі полки): кром-асамон (з монських вигнанців з Гантаваді), кро-аса чам (з Чампи), кром-аса їпун (з Японії) і кром-аса мен-пуен («стрільці-добровольці» — португальці та голландці).
Помер Екатотсарот наприкінці 1610 або на початку 1611 року. Йому спадкував син Саовапхак.